# Jakaranda mimozolistna

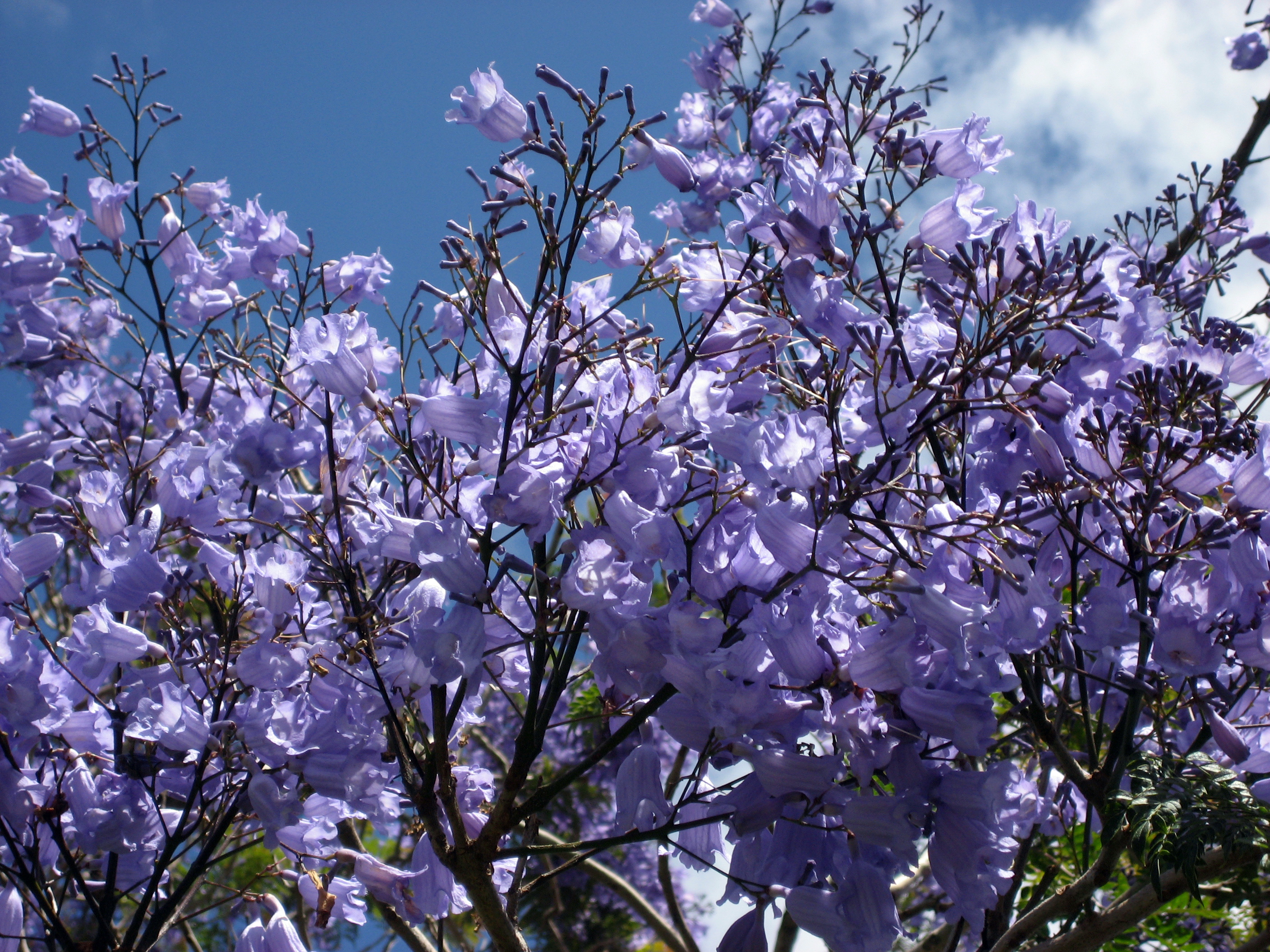
Kwiaty

Jakaranda mimozolistna (Jacaranda mimosifolia) – gatunek tropikalnego drzewa. Pochodzi z Ameryki Południowej (Boliwia, Argentyna), ale został naturalizowany także w innych rejonach Ameryki Południowej i w Afryce, jest też uprawiany w wielu krajach świata. Nazwa jakaranda pochodzi z języka guarani i znaczy "pachnące".

## Morfologia
PokrójDrzewo o wysokości do 20 metrów.
LiścieWąskie, ostro zakończone, do 40 cm długości, nawet do 20 par listków 0,5–2 cm.
KwiatyDo 4–5 cm długości, z koroną cylindryczno-dzwonkowatą, niebiesko-fioletową, z żółtymi pręcikami.
OwocePłaskie, okrągło-owalne torebki. Pozostają w zimie na bezlistnym drzewie.

## Zastosowanie
- Drzewo ozdobne, sadzone wzdłuż ulic i w parkach
- Drewno jasne, cenione w stolarstwie
- Kora wykorzystywana w medycynie naturalnej

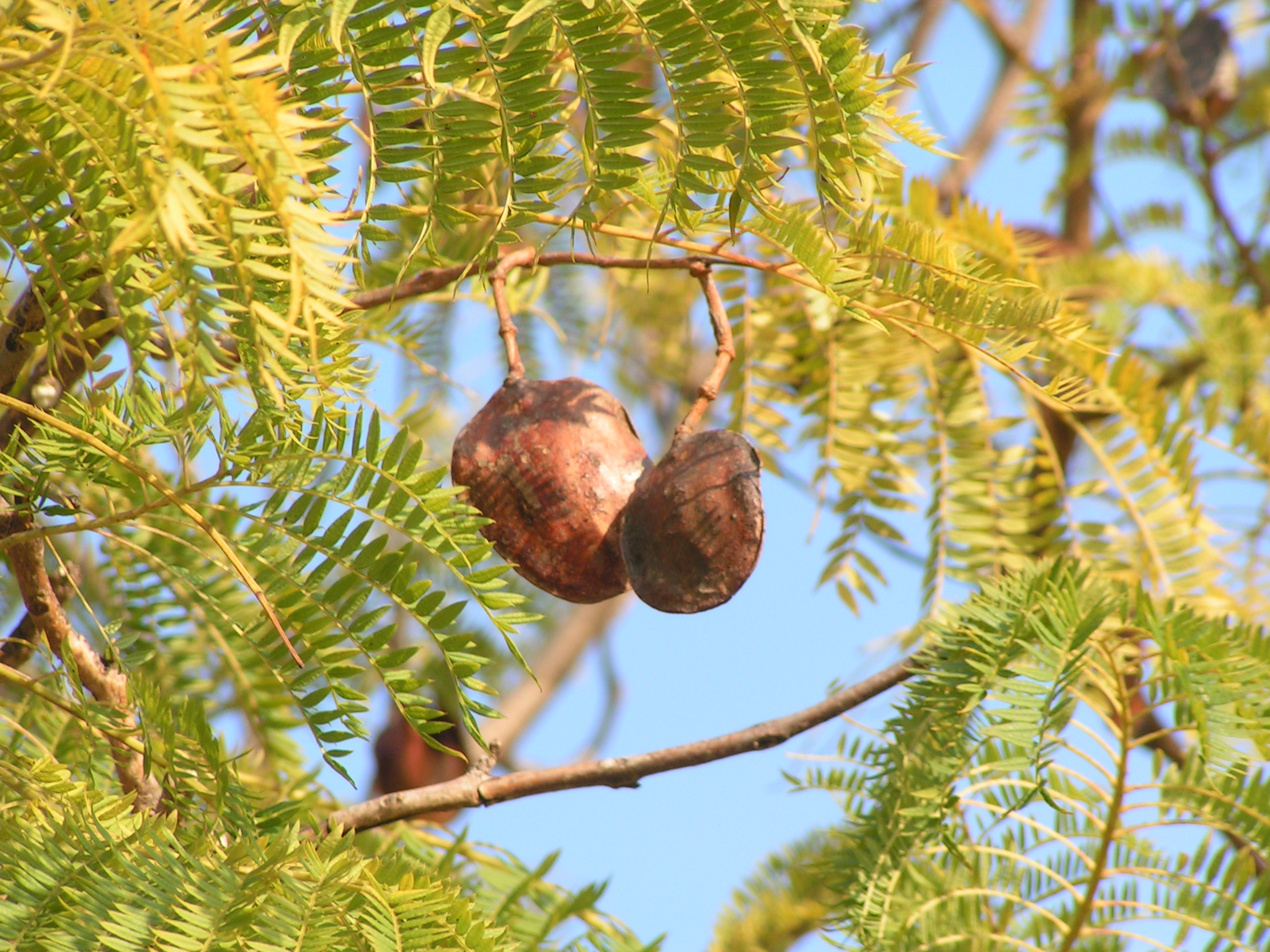
Liście i owoce